# Улица Володарского (Тюмень)
Улица Володарского (с середины XIX века до 4 ноября 1922 г. называлась ул. Знаменская) — одна из улиц исторического центра Тюмени.
Протяженность — около 1,8 км. Первое название — Знаменская.
Улица в Центральном административном округе г. Тюмень. Берёт своё начало от берега р. Туры, заканчивается, гранича с ул. Профсоюзной.

## Примечательные здания и сооружения
- дом № 5 — военный комиссариат Калининского административного округа Тюмени,
- дом № 6 — Тюменский государственный университет,
- дом № 8 — купцов Чираловых, тип купеческого особняка конца XIX века, один из лучших в городе по своему архитектурно-художественному значению, построен во 2-й половине XIX в. ,
- дома № 7 и 9 — памятники деревянного зодчества, постройки конца XIX в.,
- дом № 11 — был личным домом семьи Давыдовских, сейчас это областной наркологический диспансер,
- дома № 12 и 14 — постройки начала XX в.,
- дом № 17 — «повышенного уровня жизни» возведен на том месте, где в 1892 г. купец Воинов по обету построил первый в Тюмени и Сибири родильный дом,
- дом № 18 — купца С. Я. Андреева, в классическом стиле (до 1898 г. принадлежал И. С. Партину. С 1898 года екатеринбургскому купцу С. Я. Андрееву). Клуб РКСМ с 1921 г. Построен в конце XIX в.,
- в доме № 20, каменном особняке — памятнике архитектуры конца XIX в., осенью 1941 г. находился штаб формирования 368-й стрелковой дивизии,
- в доме № 22 на углу с ул. Дзержинского находится швейная фабрика, основанная в 1941 г.,
- дом № 24 — меблированный дом Ф. П. Лошкомоева; здание, построенное в 1910 г., демонстрирует процесс перехода от «краснокирпичной» архитектуры периода эклектики к «новой архитектуре» — модерну (дом принадлежал тюменскому мещанину Ф. П. Лошкомоеву), построен в начале XX в. ,
- дом № 27 и 29 — Д. Т. Горбунова, образец жилого дома с резным декором фасадов, который показателен местными формами, приёмами и мотивами накладной и сквозной резьбы, построен в конце XIX в.,
- в доме № 33 с 1968 по 1997 гг. жил и работал главный художник Тюменского государственного театра драмы и комедии заслуженный художник России Малюгин Пётр Иванович (1913—1997 гг.).,
- дом № 38 — первый корпус Тюменского Индустриального университета,
- дом № 43 — в этом доме жил участник Великой Отечественной войны Герой Советского Союза Федоров Петр Еремеевич (1914—1993 гг.).
- дом № 47 — в этом доме с 1961 по 1981 гг. жил машинист Тюменского отделения Свердловской железной дороги, участник развития Тюменского нефтегазового комплекса. Удостоен званий «Отличный паровозник», «Почётный железнодорожник». Инициатор строительства детской железной дороги в Тюмени. Мемориальная доска Н. Г. Глотову.,
- дом № 56 — четвертый корпус Тюменского Индустриального университета,
- дом № 60 — в этом доме жил главный геолог Главтюменнефтегаза, Лауреат Ленинской премии, кандидат геолого-минералогических наук Юрий Борисович Фаин (1928—1989 гг.).

## Памятные доски
Мемориальная доска Н. Г. Глотову — на доме № 47.Надпись поверхности гласит: " В этом доме с 1961 по 1981 жил машинист паровоза, начальник Тюменского отделения Свердловской железной дороги, участник развития Тюменского нефтегазового комплекса. " Отличный паровозник «, „Почётный железнодорожник“. Инициатор строительства детской железной дороги в Тюмени.»

## Транспорт
Улица асфальтирована, движение по улице двухстороннее, можно насчитать 9 платных и 12 бесплатных парковок. В настоящий момент на улице не проходит ни один маршрут общественного транспорта. Чётная и нечётная стороны улицы соединены 19 наземными пешеходными переходами.

### Парковки
Сегодня на ул. Володарского можно насчитать 9 платных и 12 бесплатных парковок.

## Инфраструктура
Богатое историческое наследие улицы позволило сформировать экскурсионные маршруты, которые рассказывают о разных периодах жизни города. Большая часть сохранившихся старинных домов интересна еще и тем, что их обитателями были выдающиеся личности. Улица является одной из тихих и уютных, в ночное время освещается фонарями. На протяжении всего пути нельзя не заметить тротуары, пешеходные переходы и обустроенные автомобильные дороги.
Инфраструктура улицы:
- 16 административных зданий
- 3 института (2 ТИУ, ТюмГУ)
- 10 жилых домов
- 13 мест общепита (Mr. Hookah, Баши, ШашлыкоFF, Luberon, Sokol Coffee)
- 44 фонарных столба
- 26 светофоров